# Frasîne, Rozdilna
Frasîne (în ucraineană Фрасине) este un sat în comuna Velîka Mîhailivka din raionul Rozdilna, regiunea Odesa, Ucraina.

## Demografie
Componența lingvistică a localității Frasîne
     Ucraineană (100%)
Conform recensământului din 2001, toată populația localității Frasîne era vorbitoare de ucraineană (100%).